# Alianza Nacional de Anguila
La Alianza Nacional de Anguila es un partido político de centro derecha en Anguila. En las últimas elecciones, el 21 de febrero de 2005, el partido fue parte del Frente Unido de Anguila, el cual obtuvo 38,9% del voto popular y cuatro de los siete escaños electos.
El partido es miembro de la Unión Demócrata Caribeña.

## Resultados electorales
| Año  | Votos | %    | Asientos | +/– | Posición |
| ---- | ----- | ---- | -------- | --- | -------- |
| 1980 |       |      | 1/7      | 1   | 2.º      |
| 1981 |       |      | 1/7      | 0   | 2.º      |
| 1984 |       | 53,8 | 4/7      | 3   | 1.º      |
| 1989 | 1 510 | 40,8 | 3/7      | 1   | 1.º      |
| 1994 | 1 608 | 37,0 | 2/7      | 1   | 1.º      |
| 1999 | 2 054 | 42,8 | 3/7      | 1   | 1.º      |
| 2000 | 1 684 | 35,8 | 3/7      | 0   | 1.º      |